# Сент-Винсент и Гренадины на летних Олимпийских играх 2012
Сент-Винсент и Гренадины принимали участие в летних Олимпийских играх 2012 года, которые проходили в Лондоне (Великобритания) с 27 июля по 12 августа, где их представляли 3 спортсмена в двух видах спорта. На церемонии открытия Олимпийских игр флаг Сент-Винсент и Гренадин несла Кинеке Александр, а на церемонии закрытия — Корнти Кайл Уильямс.
На летних Олимпийских играх 2012 Сент-Винсент и Гренадины вновь не сумели завоевать свою первую олимпийскую медаль.

## Состав и результаты

### Лёгкая атлетика
Мужчины
Беговые виды
| Соревнование | Спортсмены          | Отборочный раунд | Отборочный раунд | Отборочный раунд | Четвертьфинал        | Четвертьфинал        | Четвертьфинал        | Полуфинал            | Полуфинал            | Полуфинал            | Финал                | Финал                |
| Соревнование | Спортсмены          | Забег            | Результат        | Место            | Забег                | Результат            | Место                | Забег                | Результат            | Место                | Результат            | Место                |
| ------------ | ------------------- | ---------------- | ---------------- | ---------------- | -------------------- | -------------------- | -------------------- | -------------------- | -------------------- | -------------------- | -------------------- | -------------------- |
| 100 метров   | Корнти Кайл Уильямс | 4                | 10,80            | 3                | Завершил выступление | Завершил выступление | Завершил выступление | Завершил выступление | Завершил выступление | Завершил выступление | Завершил выступление | Завершил выступление |

Женщины
Беговые виды
| Соревнование | Спортсмены       | Отборочный раунд | Отборочный раунд | Отборочный раунд | Полуфинал             | Полуфинал             | Полуфинал             | Финал                 | Финал                 |
| Соревнование | Спортсмены       | Забег            | Результат        | Место            | Забег                 | Результат             | Место                 | Результат             | Место                 |
| ------------ | ---------------- | ---------------- | ---------------- | ---------------- | --------------------- | --------------------- | --------------------- | --------------------- | --------------------- |
| 400 метров   | Кинеке Александр | 6                | DNF              | DNF              | Завершила выступление | Завершила выступление | Завершила выступление | Завершила выступление | Завершила выступление |

### Плавание
Мужчины
| Соревнование             | Спортсмены    | Отборочный раунд | Отборочный раунд | Полуфинал            | Полуфинал            | Финал                | Финал                |
| Соревнование             | Спортсмены    | Результат        | Место            | Результат            | Место                | Результат            | Место                |
| ------------------------ | ------------- | ---------------- | ---------------- | -------------------- | -------------------- | -------------------- | -------------------- |
| 50 метров вольным стилем | Толга Акшайлы | 26,27            | 45               | Завершил выступление | Завершил выступление | Завершил выступление | Завершил выступление |